# Filth Pig
Filth Pig je šestým studiovým albem americké industriální skupiny Ministry. Bylo vydáno v roce 1996 a ukončilo tak dlouhé čekání fanoušků na nové album.
Někteří fanoušci, kteří si všimli, že album se pohybuje dál od vymezených industriálních cest, desku kritizovali. Píseň Lay Lady Lay je od Boba Dylana.

## Seznam skladeb
1. "Reload" - 2:25 (Jourgensen, Barker)
2. "Filth Pig" - 6:19 (Jourgensen, Barker)
3. "Lava" - 6:30 (Jourgensen, Barker)
4. "Crumbs" - 4:15 (Jourgensen, Barker, Scaccia, Svitek, Washam)
5. "Useless" - 5:55 (Jourgensen, Barker, Rieflin, Scaccia)
6. "Dead Guy" - 5:14 (Jourgensen, Barker, Washam)
7. "Game Show" - 7:45 (Jourgensen, Barker, Scaccia, Svitek, Washam)
8. "The Fall" - 4:54 (Jourgensen, Balch)
9. "Lay, Lady, Lay" - 5:44 (Bob Dylan)
10. "Brick Windows" - 5:23 (Jourgensen, Barker)

## Sestava

### Ministry
- Al Jourgensen - zpěv, kytara, klávesy, programování, elektronika, harmonika
- Paul Barker - baskytara, klávesy, programování, elektronika, vocals (5)

### Hosté
- Rey Washam - bicí, perkuse, programování, elektronika
- Louis Svitek - kytara, elektronika
- William Rieflin - bicí, programování
- Mike Scaccia - kytara
- E. Nevarez - doprovodné vokály (5)
- Stella Katsoudas - doprovodné vokály (5)
- Zlatko Hukic - engineer
- B. Kopplin - engineer